# Kuroiso
Kuroiso (黒磯市 -shi) é uma cidade japonesa localizada na província de Tochigi.
Em 2003, a cidade tinha uma população estimada em 60 145 habitantes e uma densidade populacional de 175,29 h/km². Tem uma área total de 343,12 km².
Recebeu o estatuto de cidade a 1 de Novembro de 1970.